# Villablino
Villablino è un comune spagnolo di 10 860 abitanti situato nella comunità autonoma di Castiglia e León.